# 中国社会科学院民族学与人类学研究所
中国社会科学院民族学与人类学研究所是中华人民共和国的一家民族学、人类学研究机构，成立于1958年，是中国社会科学院的直属研究单位。

## 历史沿革
1958年，中国科学院哲学社会科学部民族研究所成立。1962年，中国科学院少数民族语言研究所并入中国科学院民族研究所。1977年中国社会科学院成立，改称中国社会科学院民族研究所。2002年10月更名为中国社会科学院民族学与人类学研究所。